# Clemente Montes
Pour les articles homonymes, voir Montes.
Clemente Montes, né le 25 avril 2001 à Vitacura au Chili, est un footballeur international chilien. Il joue au poste d'ailier gauche à l'Universidad Católica.

## Biographie

### En club
Né à Vitacura au Chili, Clemente Montes est formé par l'Universidad Católica. Il signe son premier contrat professionnel le 8 octobre 2019, le liant avec le club jusqu'en 2022,. Montes fait sa première apparition en professionnel le 31 décembre 2020, en championnat face au Santiago Wanderers. Il entre en jeu à la place de José Pedro Fuenzalida et les deux équipes se neutralisent (1-1). Il inscrit son premier but dès sa deuxième apparition en professionnel, le 4 janvier 2021 contre le CD Huachipato en championnat, participant à la victoire de son équipe (3-0). Le 6 mai 2021 il joue son premier match de Copa Libertadores, face aux Uruguayens du Club Nacional. Il entre en jeu à la place d'Edson Puch et se fait remarquer en inscrivant son premier but dans la compétition, participant ainsi à la victoire des siens (3-1 score final).
Il glane le premier titre de sa carrière en étant sacré champion du Chili.

### En sélection
En mars 2021, Clemente Montes est convoqué pour la première fois avec l'équipe nationale du Chili, par le sélectionneur Martín Lasarte. Il honore sa première sélection face à la Bolivie, le 27 mars 2021. Il entre en jeu ce jour-là et son équipe s'impose sur le score de deux buts à un.
Il est retenu dans la liste du sélectionneur Martín Lasarte pour disputer la Copa América 2021.

## Palmarès
Universidad Católica
- Championnat du Chili (1) :
  - Champion : 2020.